# Superfosfato

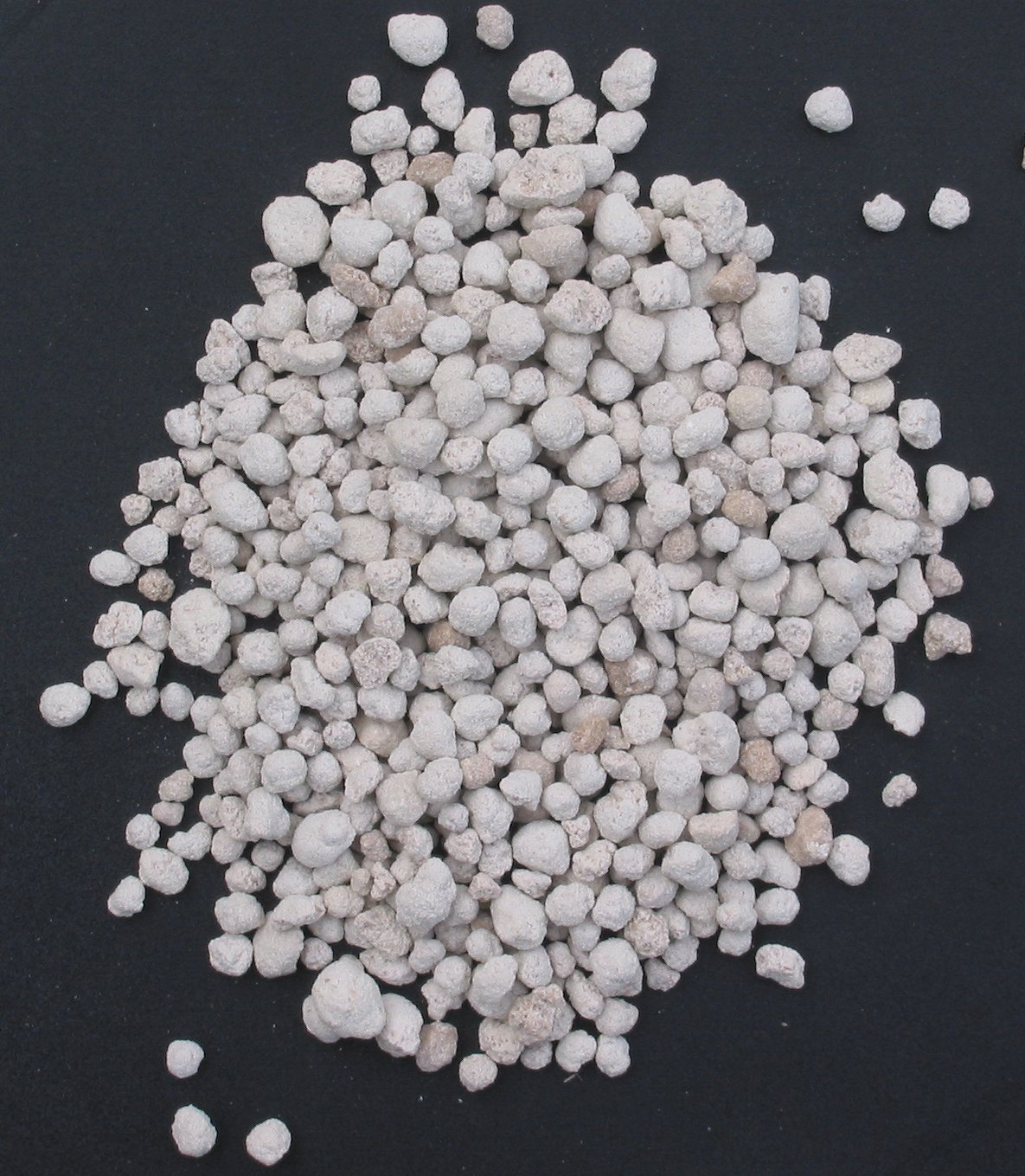
Granuli di triplo superfosfato

Il superfosfato è un fertilizzante prodotto industrialmente dalla reazione tra acido solforico e apatiti o anche fosfato di calcio. È conosciuto anche col nome di perfosfato. Fu il primo fertilizzante chimico, brevettato da John Bennet Lawes nel 1842. A titolo di esempio, riportiamo la seguente reazione di produzione:
{\displaystyle {\ce {[Ca3(PO4)2]3F2 + 7 H2SO4 -> 3 Ca(H2PO4)2 + 7 CaSO4 + 2 HF}}}
Si tratta di una miscela di fosfato monocalcico e gesso che viene ottenuto per azione di acido solforico sui fosfati greggi insolubili (come si vede dalla reazione precedente).
Il triplo superfosfato o superfosfato concentrato si ottiene invece dalla fluorapatite, tramite trattamenti complessi con acido fosforico, che possono o meno usare acido solforico, sintetizzabili tramite la reazione:
{\displaystyle {\ce {[Ca10(PO6)2]3*CaF2 + 14 H3PO4 + 10 H2O -> 10 Ca(H2PO4)2*H2O + 2 HF}}}
Il superfosfato corrisponde ad un tenore NPK 0-20-0, il triplo superfosfato a 0-46-0.
Il superfosfato si produce anche naturalmente nei depositi di guano, principalmente vicino alle colonie di uccelli marini, da cui si ricava per estrazione mineraria. La più famosa miniera è quella dell'isola di Nauru, ora esaurita, in cui è stata asportata la maggior parte del terreno.
Il superfosfato non è molto utilizzato, per il basso indice di fosforo e gli alti costi di trasporto. Si privilegia il triplo superfosfato, che però ha un basso tenore di zolfo rispetto a quello semplice, tanto da dover essere spesso integrato da solfato di potassio.
Spesso vengono impiegati come fertilizzanti, invece del superfosfato, i fosfati d'ammonio, quando si deve comunque aggiungere azoto.